# El Hadji Ndieguene
El Hadji Amadou Barro Ndieguene (nacido el 19 de febrero de 1990 en Thiès) es un jugador de baloncesto senegalés con pasaporte estadounidense que actualmente se encuentra sin equipo. Su último equipo fue el Viten Getafe de la LEB Plata, la tercera división española. Con 2,08 metros de altura juega en la posición de Pívot.

## Escuela secundaria
Se formó en la SEED Academy, situada en su ciudad natal, Thiès, Senegal, antes de trasladarse a Estados Unidos para jugar en el Lincoln High School, situado en Lincoln, Nebraska.

## Universidad
En 2010 se unió a Lake Land College, situado en Mattoon, Condado de Coles, Illinois, perteneciente a la División I de la NJCAA y donde estuvo durante la temporada 2010-2011 (es un community college de dos años). Posteriormente se marchó a la Universidad de Coastal Carolina, situada en Conway, Carolina del Sur, perteneciente a la División I de la NCAA y donde estuvo sus dos últimos años (2012-2014).

### Lake Land College
En su año sophomore (2010-2011), jugó 28 partidos con los Lakers de Lake Land en la NJCAA, promediando 9 puntos y 8 rebotes. Fue el 2.º máximo reboteador del equipo y ayudó a los Lakers a acabar la temporada con un récord de 20-12.

### Coastal Carolina
En su año junior (2012-2013), ya en las filas de los Chanticleers de Coastal Carolina, jugó 28 partidos (27 como titular) con un promedio de 6,1 puntos y 6,8 rebotes en 28,1 min. Fue el máximo reboteador del equipo y acabó en la Big South Conference como el 8.º máximo reboteador, el 4.º en rebotes ofensivos totales (74) y el 9.º en rebotes defensivos totales (119). Tuvo un 46,3 % en tiros de campo y un 56,3 % en tiros libres.
Anotó 10 o más puntos en cuatro partidos y cogió 10 o más rebotes en cinco partidos. En dos partidos hizo doble-doble; el primero contra los JWU Wildcats el 20 de noviembre de 2012, en el que anotó 16 puntos (máximo anotación de su carrera universitaria) y el segundo contra los Presbyterian Blue Hose el 9 de enero de 2013, en el que cogió 14 rebotes (máximo n.º de rebotes de su carrera universitaria).
En su último año, su año senior (2013-2014), jugó 32 partidos (29 como titular) con un promedio de 4,4 puntos y 6,8 rebotes en 24,2 min. Fue el máximo reboteador del equipo y acabó en la Big South Conference como el 7.º máximo reboteador, el 7.º en rebotes totales (218), el 8.º en rebotes ofensivos totales (74) y el 8.º en rebotes defensivos totales (144). Tuvo un 43 % en tiros de campo y un 69,6 % en tiros libres.
El equipo quedó campeón de la División Sur de la Big South Conference y del torneo de la Big South Conference.
Disputó un total de 60 partidos (56 como titular) con los Coastal Carolina Chanticleers entre las dos temporadas, promediando 5,2 puntos y 6,8 rebotes en 26,1 min de media.

## Trayectoria profesional

### Tokyo Cinq Reves
Tras no ser elegido en el Draft de la NBA de 2014, vivió su primera experiencia como profesional en la temporada 2015-2016, en los Tokyo Cinq Reves de la BJ League japonesa, pero abandonó el equipo en noviembre.
En los 9 partidos de liga que jugó con el cuadro de Tokio, promedió 11,6 puntos (52,9 % en tiros de 2 y 63,2 % en tiros libres), 14,6 rebotes, 1,1 asistencias y 1 tapón en 30 min de media.

### Viten Getafe
En enero de 2016, el Viten Getafe (equipo vinculado al Montakit Fuenlabrada) de la LEB Plata, la tercera división española, le probó para el primer equipo, pero no convenció y tan sólo jugó un partido con el conjunto getafense. En ese partido hizo -7 de valoración (0-2 en tiros de 2, 2 rebotes, 3 balones perdidos y 4 faltas cometidas en 13,3 min).